# Марнав
Марна́в (фр. Marnaves, окс. Marnavas) — коммуна во Франции, находится в регионе Юг — Пиренеи. Департамент — Тарн. Входит в состав кантона Кармо-2 Валле-дю-Серу. Округ коммуны — Альби.
Код INSEE коммуны — 81154.

## География

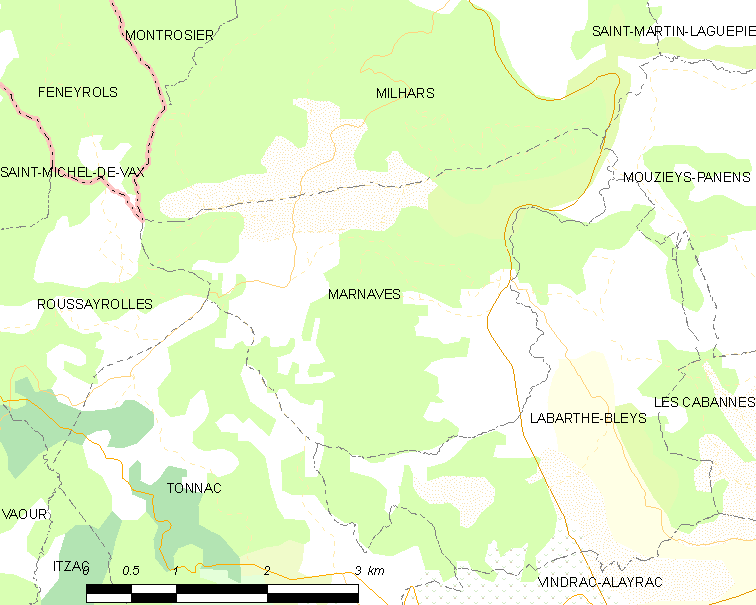
Карта коммуны

Коммуна расположена приблизительно в 530 км к югу от Парижа, в 70 км северо-восточнее Тулузы, в 28 км к северо-западу от Альби.
На востоке коммуны протекает река Серу. Около половины территории коммуны занимают леса.

## Климат
Климат умеренно-океанический. Зима мягкая и дождливая, лето жаркое с частыми грозами. Ветры довольно редки.

## Население
Население коммуны на 2010 год составляло 78 человек.
| 1962 | 1968 | 1975 | 1982 | 1990 | 1999 | 2010 |
| ---- | ---- | ---- | ---- | ---- | ---- | ---- |
| 132  | 111  | 96   | 92   | 74   | 81   | 78   |

## Администрация
| Период | Период | Фамилия      | Партия | Примечания |
| ------ | ------ | ------------ | ------ | ---------- |
| 2001   | 2008   | Ноэль Марти  |        |            |
| 2008   | 2014   | Пьер Пево    |        |            |
| 2014   | 2020   | Сабин Урльяк |        |            |

## Экономика
В 2007 году среди 54 человек в трудоспособном возрасте (15—64 лет) 33 были экономически активными, 21 — неактивными (показатель активности — 61,1 %, в 1999 году было 63,0 %). Из 33 активных работали 30 человек (20 мужчин и 10 женщин), безработных было 3 (1 мужчина и 2 женщины). Среди 21 неактивных 2 человека были учениками или студентами, 10 — пенсионерами, 9 были неактивными по другим причинам.